# Скокомиш
Скокомиш (англ. Skokomish Reservation) — индейская резервация, расположенная на Северо-Западе США в западно-центральной части части штата Вашингтон.

## История
Скокомиши были одним из девяти отдельных племён, объединённых общей территорией, схожими культурными традициями и языком твана. Земли племён твана охватывали большую часть современных округов Джефферсон, Мейсон и Китсап на восточной стороне гор Олимпик-Маунтинс.
Резервация для скокомишей была создана в 1855 году, позднее в неё переселили часть клаллам и чемакум. Ныне число зарегистрированных членов племени составляет 796 человек.

## География
Резервация расположена в западно-центральной части части штата Вашингтон в округе Мейсон, в дельте реки Скокомиш, где она впадает в так называемый Большой изгиб (англ. Great Bend) Худ-Канала на полуострове Олимпик. Территория Скокомиш состоит в основном из лесов и болот.
Общая площадь резервации составляет 25,32 км², из них 24,65 км² приходится на сушу и 0,67 км² — на воду. Административным центром резервации является статистически обособленная местность Скокомиш.

## Демография
По данным федеральной переписи населения 2000 года, в резервации проживало 730 человек.
В 2019 году в резервации проживало 709 человек. Расовый состав населения: белые — 180 чел., афроамериканцы — 3 чел., коренные американцы (индейцы США) — 397 чел., азиаты — 1 чел., океанийцы — 7 чел., представители других рас — 3 чел., представители двух или более рас — 118 человек. Плотность населения составляла 28 чел./км². Большинство населения проживает в поселении Скокомиш.